# Das schönste Mädchen der Welt
Das schönste Mädchen der Welt ist eine romantische deutsche Musikkomödie des Regisseurs Aron Lehmann, welche am 6. September 2018 in die deutschen Kinos kam. Die Premiere fand am 29. Juni 2018 beim Filmfest München statt. In der Handlung wird das Versdrama Cyrano de Bergerac in die heutige Zeit übertragen.

## Handlung
Während einer Klassenfahrt nach Berlin freundet sich die neu in die Klasse gekommene rebellische Roxane (Roxy), die gerade von einem englischen Internat verwiesen wurde, mit dem intelligenten und wortgewandten Außenseiter Cyril an, der wegen seiner großen Nase von den anderen Schülern verspottet und gemobbt wird. Cyril, ein talentierter Rapper, der bei Rap-Wettbewerben stets nur mit einer goldfarbenen Gesichtsmaske auftritt, verliebt sich sofort in Roxy. Er traut sich aber nicht, ihr seine Liebe zu gestehen, da er zu schüchtern ist. Durch einen Zufall sieht Roxy die goldene Maske von Cyril bei dem optisch attraktiven, ihr aber intellektuell nicht gewachsenen Rick und glaubt, dass es sich bei Rick um den Rapper mit der Goldmaske handelt, den sie bei einem Rap-Wettbewerb gesehen hat. Sie beginnt daraufhin, sich für Rick zu interessieren, der es allerdings nicht schafft, ein normales Gespräch mit Roxy zu führen.
Der begüterte Aufreißer Benno wettet mit einem Klassenkameraden um einen Geldbetrag, dass er Roxy ins Bett bekommen wird, will Roxy dabei filmen und das Video im Internet veröffentlichen. Cyril möchte dies verhindern. Um Roxy vor Benno zu schützen, sendet er ihr unter Ricks Identität über WhatsApp Liebesgedichte und unterstützt Rick dabei, Roxys Herz zu gewinnen. Benno versucht gleichzeitig, Roxy näher zu kommen. Es entwickeln sich wie in der historischen Romanvorlage chaotische Situationen. Als Benno nicht vor dem Versuch zurückschreckt, Roxy in einer Berliner Diskothek mit einer in ein Bier gemischten Droge gefügig zu machen, was jedoch fehlschlägt, kommt es in der Diskothek zu einer Schlägerei. Dabei bricht Benno Rick die Nase, so dass dieser in ein Krankenhaus eingeliefert werden muss, und Roxy zieht sich an beiden Augen Blutergüsse zu. Nach der Rückkehr von der Klassenfahrt kommt es in der Schule zu einer Auseinandersetzung zwischen Cyril und Benno, bei der Cyril rappend Benno vor der gesamten Klasse bloßstellt und Roxy erkennt, dass Cyril der Rapper mit der Maske sein muss. In der Schlussszene treten Roxy und Cyril bei einem Rap-Wettkampf gegeneinander an. Cyril legt hierbei seine Maske ab und beide gestehen sich rappend ihre Liebe zueinander.

## Produktion

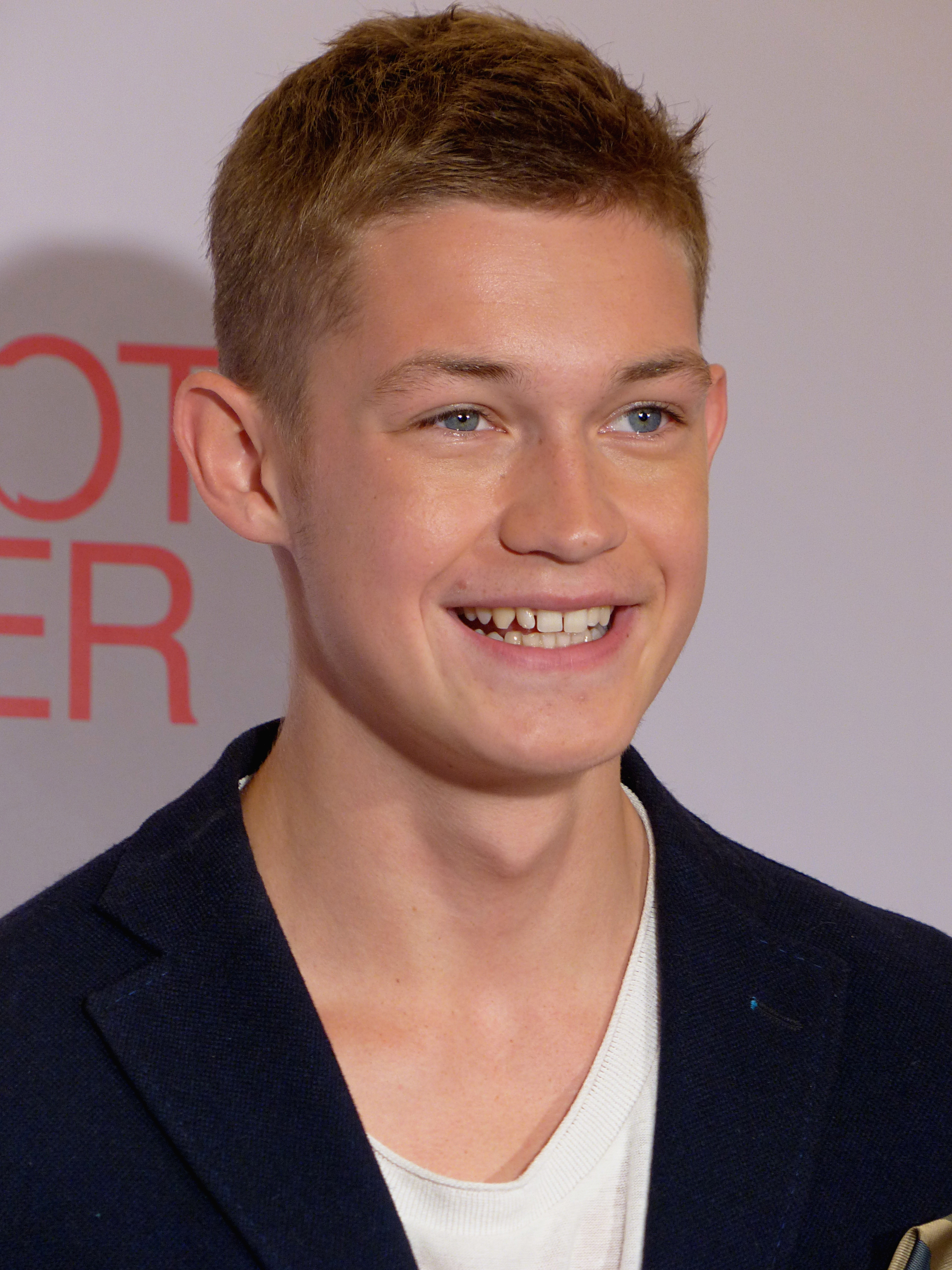
Damian Hardung spielt Rick

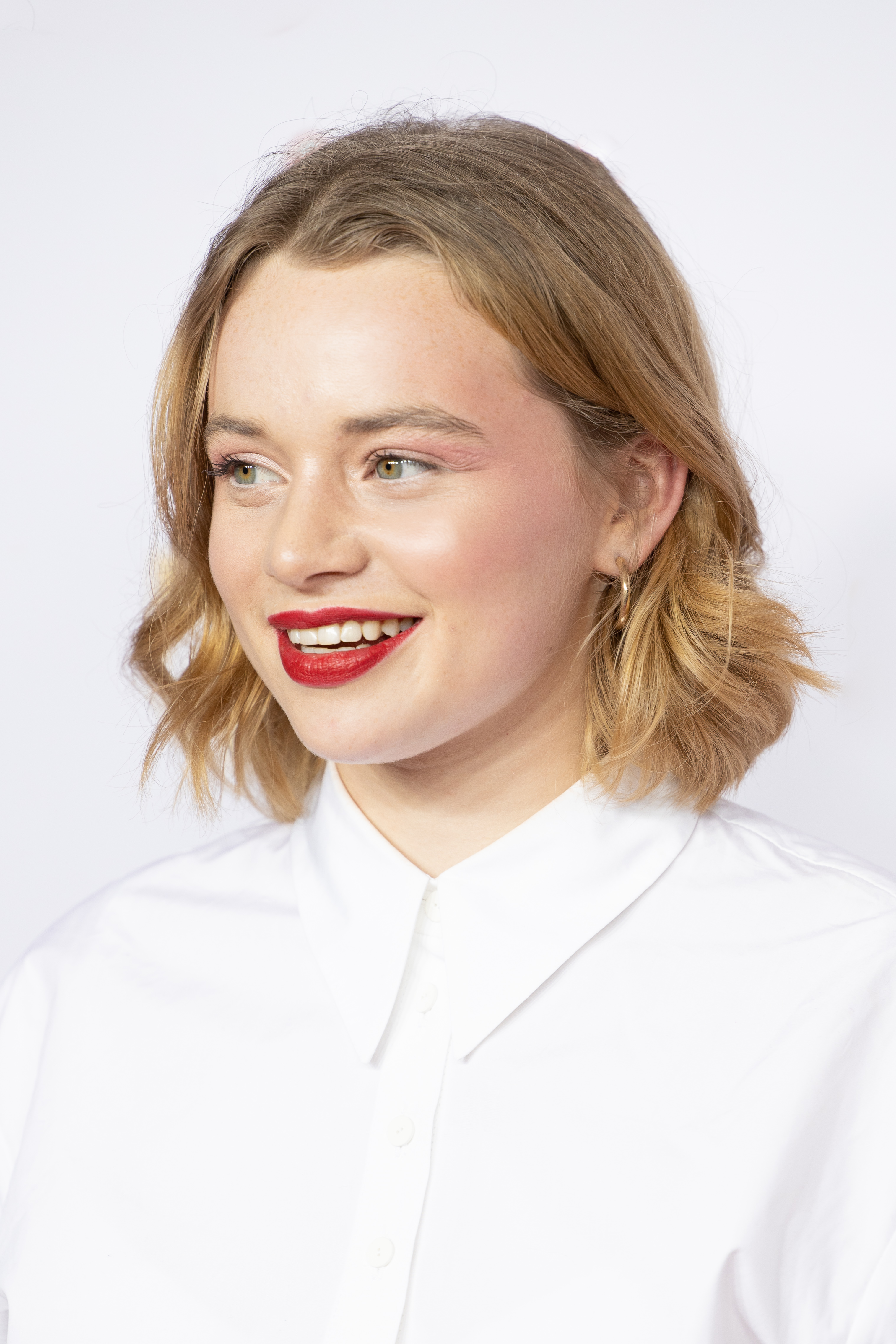
Luna Wedler spielt Roxy

Der Film erhielt eine Projektförderung in Höhe von 544.000 Euro vom Deutschen Filmförderfonds, 400.000 Euro von der Filmförderungsanstalt und 300.000 Euro vom Medienboard Berlin-Brandenburg. Die Filmförderungsanstalt und das Medienboard Berlin-Brandenburg gewährten zudem Media- und Verleihförderungen von insgesamt mehr als 800.000 Euro.
Regie führte Aron Lehmann, der gemeinsam mit Judy Horney und Lars Kraume auch das Drehbuch schrieb. Die Filmmusik komponierte Boris Bojadzhiev, mit dem Lehmann bereits für seinen letzten Film Die letzte Sau zusammenarbeitete.
Die Dreharbeiten fanden vom 5. Oktober bis 24. November 2017 in Berlin statt. Als Kameramann fungierte Andreas Berger.
Der Film kam am 6. September 2018 in die deutschen Kinos und wurde auch auf der Filmkunstmesse Leipzig gezeigt.

## Rezeption

### Altersfreigabe
In Deutschland wurde er von der FSK ab 12 Jahren freigegeben, in Begleitung der Eltern jedoch bereits ab 6 Jahren erlaubt. In der Freigabebegründung heißt es: „Kinder ab 12 Jahren sind fähig, die Themen des Films (insbesondere die Mobbing-Thematik) zu verstehen und angemessen zu verarbeiten. Auch die teilweise derbe Sprache sowie einige dramatische Szenen bewegen sich in einem Rahmen, der Zuschauer ab 12 Jahren nicht überfordert oder beeinträchtigt. Die romantische Rahmenhandlung sowie zahlreiche Gesangs- und Tanzsequenzen, die geradezu märchenhaft wirken, bieten zudem reichlich Gelegenheit zur Entlastung.“

### Kritiken und Einspielergebnis
Margret Köhler von der Hannoverschen Allgemeinen Zeitung beschreibt Das schönste Mädchen der Welt als eine berührende Liebeskomödie, die ihr jugendliches Publikum ernst nimmt. Aron Lehmann verfüge über das richtige Fingerspitzengefühl und habe mit Lars Kraume und Judy Horney die passenden Drehbuchautoren gefunden. Sie setzten auf harte Hip-Hop-Beats, rasante Sprüche und junge, talentierte Schauspieler, die sich mit Verve in die Rollen stürzen, ihre Liebesbotschaften per knackige WhatsApp-Nachrichten verschicken, mit der Wortdynamik der Rap-Musik bezirzen statt mit Minnesang, so Köhler: „Wenn Cyril beim Battle-Rap aus Angst vor neuer Häme mit goldener Maske auftritt, als Unbekannter die Hip-Hop-Szene aufmischt und nach dem Sieg verschwindet, ahnt man seine ungeheure Kraft und Kreativität, aber auch tiefe Verwundbarkeit.“ Im Gegensatz zu anderen Teenie-Filmen für die kinoaffine Zielgruppe vermeide der Regisseur die oft üblichen voyeuristischen Kamerafahrten über wohlgeformte Körperrundungen, so Köhler. Dreh- und Angelpunkt des Films sei jedoch die Musik, und der Musikproduzent Konstantin „Djorkaeff“ Scherer und der Songwriter Robin Haefs verrichteten ganze Arbeit mit romantischen und harten Lyrics, die über das junge Zielpublikum hinaus Zuschauer berühren, so die Filmkritikerin. Die ermutigende und klare Botschaft des Films sei „mach’ dir nichts aus Äußerlichkeiten, sei du selbst“, was nicht nur Jugendlichen gut tue, so Köhler.
Die Deutsche Film- und Medienbewertung versah Das schönste Mädchen der Welt mit dem Prädikat besonders wertvoll. In der Jury-Begründung heißt es, dass die Geschichte vom französischen Kadetten Cyrano de Bergerac, der in den Krieg zieht, an eine deutsche Schule verpflanzt wird, nur konsequent sei, denn die Schüler und Schülerinnen gewönnen und verlören ihre Schlachten heute im Klassenzimmer: „Der Film trifft glaubwürdig den Ton, der unter den Jugendlichen herrscht. Sehr angenehm ist auch, dass hier die Lehrer und Eltern nicht, wie sehr oft, als Karikaturen gezeichnet werden, die noch nie eine E-Mail verschickt haben und auch sonst den Jugendlichen hoffnungslos unterlegen sind.“
In Deutschland verzeichnete der Film ca. 529.000 Kinobesucher, das Einspielergebnis lag bei 3.814.942 €.

### Einsatz im Schulunterricht
Das Onlineportal kinofenster.de empfiehlt Das schönste Mädchen der Welt für die Unterrichtsfächer Deutsch, Ethik, Französisch und Musik und bietet Materialien zum Film für den Unterricht. Im Frühjahr 2019 wurde der Film im Rahmen der SchulKinoWochen in Baden-Württemberg, Nordrhein-Westfalen und Bayern vorgestellt.

### Auszeichnungen
Bayerischer Filmpreis 2018
- Auszeichnung als Bester Jugendfilm (Aron Lehmann)

Deutscher Filmpreis 2019
- Nominierung als Bester Spielfilm
- Nominierung für das Beste Drehbuch (Lars Kraume, Aron Lehmann, Judy Horney)
- Nominierung für den Besten Schnitt (Ana de Mier y Ortuño)[15]

Filmkunstmesse Leipzig 2018
- Auszeichnung als Bester Jugendfilm (Sonderpreis)
- Nominierung für den Gilde-Filmpreis Kinder- und Jugendfilm (Aron Lehmann)[16][17]

New Faces Awards 2019
- Auszeichnung als Beste Nachwuchsschauspielerin (Luna Wedler)
- Auszeichnung als Bester Nachwuchsschauspieler (Aaron Hilmer)[18]

Günter-Rohrbach-Filmpreis 2018
- Auszeichnung mit dem Preis des Saarländischen Rundfunks: Luna Wedler und Aaron Hilmer